# Norbert Klaar
Norbert Klaar (n. 12 octombrie 1954, Wittenberge, Brandenburg, Germania) este un trăgător de tir ce a reprezentat Germania, medaliat olimpic. A participat la o ediție a Jocurilor Olimpice (1976) în care a câștigat o medalie de aur.

## Participări
Lista de mai jos prezintă principalele competiții la care a participat Norbert Klaar de-a lungul carierei.
- shooting at the 1976 Summer Olympics – mixed 25 metre rapid fire pistol[*]